# المسابقات الدولية في كرة القدم النسائية
تسرد هذه المقالة جميع المسابقات الدولية في كرة القدم النسائية. تتضمن مسابقات المنتخبات الوطنية والأندية، و المسابقات الماضية والحالية. لا تدار بعض المسابقات بشكل مباشر من قبل الهيئة الحاكمة للمنطقة.
افتتحت بطولة كأس العالم للسيدات FIFA في نوفمبر 1991 بعد بطولة فيفا للسيدات التجريبية في عام 1988 المستوحاة من ثلاث مسابقات نسائية كلاسيكية في السبعينيات والثمانينيات: كأس العالم للسيدات FIEFF التي نظمها FIEFF أول هيئة حاكمة لكرة القدم النسائية في العالم والبطولات الدعوية مثل بطولة العالم للسيدات للدعوة ومهرجان كرة القدم النسائية الدولي.

## مسابقات السيدات
| الجهة المنظمة                                | بطولات المنتخبات الوطنية للسيدات | بطولات المنتخبات الأولمبية الوطنية للسيدات          | بطولات المنتخبات الوطنية للشابات                  | بطولات الأندية للسيدات        |
| -------------------------------------------- | --- | --------------------------------------------------- | ------------------------------------------------- | ----------------------------- |
| العالم (فيفا)                                | كأس العالم للسيدات | بطولة فيفا الدولية لكرة القدم للسيدات               |                                                   |                               |
| كأس العالم للسيدات (FIEFF)                   | |                                                     |                                                   |                               |
| نهائي كوبا أمريكا - أوروبا للسيدات           | بطولة كرة القدم للسيدات في الألعاب الأولمبية | كأس العالم تحت 20 سنة للسيدات                       |                                                   |                               |
| كأس العالم تحت 17 سنة للسيدات                | كأس العالم للأندية للسيدات |                                                     |                                                   |                               |
| كأس فيفا للقارات للأندية للسيدات             | |                                                     |                                                   |                               |
| العالم (دعوات خاصة)                          | بطولة العالم الودية للسيدات |                                                     |                                                   |                               |
| مهرجان السيدات الدولي لكرة القدم             | | بطولة كرة القدم للسيدات في الألعاب الجامعية         | البطولة الدولية لكرة القدم للسيدات                |                               |
| بطولة الأندية الدولية للسيدات                | |                                                     |                                                   |                               |
| كأس الأبطال الدولية للسيدات                  | |                                                     |                                                   |                               |
| أوروبا (يويفا)                               | بطولة أوروبا للسيدات |                                                     |                                                   |                               |
| دوري الأمم الأوروبية للسيدات                 | |                                                     |                                                   |                               |
| بطولة أوروبا للسيدات (FIEFF)                 | | بطولة أوروبا تحت 19 سنة للسيدات                     |                                                   |                               |
| بطولة أوروبا تحت 17 سنة للسيدات              | دوري أبطال أوروبا للسيدات |                                                     |                                                   |                               |
| بطولة الشمال للسيدات                         | |                                                     |                                                   |                               |
| دوري البلطيق لكرة القدم للسيدات              | |                                                     |                                                   |                               |
| أمريكا الجنوبية (كونميبول)                   | كوبا أمريكا للسيدات | بطولة كرة القدم للسيدات في دورة الألعاب الأمريكية   | بطولة أمريكا الجنوبية تحت 20 سنة للسيدات          |                               |
| بطولة أمريكا الجنوبية تحت 17 سنة للسيدات     | كوبا ليبرتادوريس للسيدات |                                                     |                                                   |                               |
| بطولة أمريكا الجنوبية للأندية للسيدات        | |                                                     |                                                   |                               |
| أمريكا الوسطى والشمالية والكاريبي (كونكاكاف) | بطولة كونكاكاف للسيدات |                                                     |                                                   |                               |
| كأس كونكاكاف الذهبية للسيدات                 | | بطولة كونكاكاف تحت 20 سنة للسيدات                   |                                                   |                               |
| بطولة كونكاكاف تحت 17 سنة للسيدات            | كأس أبطال كونكاكاف للسيدات |                                                     |                                                   |                               |
| كأس الصيف                                    | |                                                     |                                                   |                               |
| بطولة أندية أونكاف للسيدات                   | |                                                     |                                                   |                               |
| آسيا (الاتحاد الآسيوي)                       | كأس آسيا للسيدات | بطولة كرة القدم للسيدات في دورة الألعاب الآسيوية    | كأس آسيا تحت 20 سنة للسيدات                       |                               |
| كأس آسيا تحت 17 سنة للسيدات                  | دوري أبطال آسيا للسيدات |                                                     |                                                   |                               |
| بطولة الأندية الآسيوية للسيدات               | |                                                     |                                                   |                               |
| بطولة أندية اتحاد غرب آسيا للسيدات           | |                                                     |                                                   |                               |
| أفريقيا (الكاف)                              | كأس الأمم الأفريقية للسيدات | بطولة كرة القدم للسيدات في دورة الألعاب الأفريقية   | التصفيات الأفريقية لكأس العالم تحت 20 سنة للسيدات |                               |
| كأس أفريقيا تحت 17 سنة للسيدات               | دوري أبطال أفريقيا للسيدات |                                                     |                                                   |                               |
| بطولة الأندية لاتحاد شمال أفريقيا للسيدات    | |                                                     |                                                   |                               |
| أوقيانوسيا (أوفك)                            | كأس أمم أوقيانوسيا للسيدات | بطولة كرة القدم للسيدات في دورة ألعاب المحيط الهادئ | بطولة أوقيانوسيا تحت 20 سنة للسيدات               |                               |
| بطولة أوقيانوسيا تحت 17 سنة للسيدات          | دوري أبطال أوقيانوسيا للسيدات |                                                     |                                                   |                               |
| الدوري العربي (اتحاد UAFA)                   | كأس العرب للسيدات |                                                     | كأس العرب تحت 17 سنة للسيدات                      | بطولة الأندية العربية للسيدات |
| كأس السوبر العربي للسيدات                    | |                                                     |                                                   |                               |
| بطولات ودية أخرى                             | كأس الغارف - كأس أرنولد كلارك - كأس الأمم - كأس قبرص للسيدات - بطولة الأمم الأربع - كأس إستريا - كأس بيناتار - كأس شي بيليفز - بطولة الأمم - دورة فرنسا - كأس تركيا للسيدات - كأس اكتشافات السيدات | كأس السيدات                                         |                                                   |                               |

## روابط خارجية
- الموقع الرسمي للفيفا
- أرشيف الرياضة العالمية - نتائج من بلدان مختلفة، وما إلى ذلك.
- ذا ريك. رياضة. مؤسسة إحصائيات كرة القدم.